# 111 Ais
111 ais é um livro de contos escrito por Dalton Trevisan e publicado pela editora L&PM em uma edição de bolso. O livro contém 111 minicontos, todos ilustrados. No livro, o autor mantém sua característica sucintez, faceta que inclui sua literatura entre as mais expressivas do gênero.